# Donald Gallaher
Donald Gallaher (Quincy, 25 giugno 1895 – Los Angeles, 14 agosto 1961) è stato un attore e regista statunitense.

## Filmografia parziale

### Attore
- The Great Train Robbery, regia di Edwin S. Porter (1903)
- L'occidente (Eye for Eye), regia di Albert Capellani (1918)
- Love's Old Sweet Song, regia di J. Searle Dawley (1923)
- Maritati ad Hollywood (Married in Hollywood), regia di Marcel Silver (1929)
- Six-Gun Trail, regia di Sam Newfield (1938)
- The Magnificent Fraud, regia di Robert Florey (1939)
- La legge dei senza paura (Code of the Fearless), regia di Raymond K. Johnson (1939)

### Regista
- Pleasure Crazed (1929)
- Nix on Dames (1929)
- Temple Tower (1930)
- The Hot Spot (1931) - cortometraggio